# Комітет Верховної Ради України з питань бюджету
Комітет Верховної Ради України з питань бюджету — утворений 29 серпня 2019 у Верховній Раді України IX скликання

## Предмет відання
Предметом відання Комітету в IX скликанні є:
- державна бюджетна політика та міжбюджетні відносини;
- бюджетний процес (у тому числі середньострокове бюджетне планування, звітування про виконання бюджету, контроль за дотриманням бюджетного законодавства);
- Державний бюджет України;
- державний внутрішній і зовнішній борг;
- діяльність Рахункової палати;
- діяльність державних фінансових органів та органів державного фінансового контролю (Державної аудиторської служби України);
- проведення експертизи щодо впливу законопроєктів, проєктів інших актів на показники бюджету та відповідності законам, що регулюють бюджетні відносини;

## Склад VII скликання[2]
Керівництво:
- Гєллєр Євгеній Борисович — Голова Комітету
- Буряк Сергій Васильович — Перший заступник голови Комітету
- Калетник Оксана Миколаївна — Перший заступник голови Комітету
- Волков Олександр Михайлович — Заступник голови Комітету
- Дубіль Валерій Олександрович — Заступник голови Комітету
- Дубневич Ярослав Васильович — Заступник голови Комітету
- Шкварилюк Володимир Васильович — Секретар Комітету
- Михальчишин Юрій Адріянович — Голова підкомітету з питань оцінки законопроєктів щодо впливу на показники бюджету та відповідності бюджетному законодавству
- Жеребнюк Віктор Миколайович — Голова підкомітету з питань доходів державного бюджету
- Путілов Андрій Станіславович — Голова підкомітету з питань державного боргу та фінансування державного бюджету
- Пресман Олександр Семенович — Голова підкомітету з питань видатків державного бюджету
- Фельдман Олександр Борисович — Голова підкомітету з питань соціальних програм державного бюджету
- Молоток Ігор Федорович — Головою підкомітету з питань інвестиційних програм державного бюджету
- Павлов Костянтин Юрійович — Головою підкомітету з питань місцевих бюджетів
- Васильєв Олександр Андрійович — Головою підкомітету з питань державного фінансового контролю та діяльності Рахункової палати
- Атрошенко Владислав Анатолійович — Головою підкомітету з питань удосконалення положень Бюджетного кодексу України
- Канівець Олег Леонідович — Головою підкомітету з питань бюджетної підтримки регіонального розвитку
- Чорноволенко Олександр Віленович — Головою підкомітету з питань бюджетної політики

Члени:
- Байдюк Лариса Макарівна
- Деркач Андрій Леонідович
- Заболотний Григорій Михайлович
- Задорожний Вячеслав Казимирович
- Зубик Володимир Володимирович
- Іллєнко Андрій Юрійович
- Куровський Іван Іванович
- Ландик Валентин Іванович
- Мартовицький Артур Володимирович
- Медуниця Олег Вячеславович
- Різаненко Павло Олександрович
- Скосар Ігор Євгенійович
- Слюз Тетяна Ярославівна
- Струк Володимир Олексійович
- Табалов Олександр Миколайович
- Фищук Олександр Георгійович
- Хмельницький Василь Іванович
- Шуфрич Нестор Іванович
- Щербань Артем Володимирович[3]

## Склад VIII скликання[4]
Керівництво:
- голова Комітету — Павелко Андрій Васильович
- перший заступник голови Комітету — Амельченко Василь Васильович
- заступник голови Комітету — Кривенко Віктор Миколайович
- заступник голови Комітету — Мельник Сергій Іванович
- заступник голови Комітету — Савченко Олексій Юрійович
- секретар Комітету — Шкварилюк Володимир Васильович

Члени:
- Ванат Петро Михайлович
- Гєллєр Євгеній Борисович
- Горбунов Олександр Володимирович
- Гордєєв Андрій Анатолійович
- Деркач Андрій Леонідович
- Дубневич Богдан Васильович
- Іщейкін Костянтин Євгенович
- Крулько Іван Іванович
- Куліченко Іван Іванович
- Левченко Юрій Володимирович
- Маркевич Ярослав Володимирович
- Матвієнко Анатолій Сергійович
- Медуниця Олег Вячеславович
- Молоток Ігор Федорович
- Павлов Костянтин Юрійович
- Пинзеник Віктор Михайлович
- Пресман Олександр Семенович
- Рудик Сергій Ярославович
- Скорик Микола Леонідович
- Унгурян Павло Якимович
- Шевченко Олександр Леонідович
- Шуфрич Нестор Іванович[5].

## Склад IX скликання[6]
Керівництво:
- Підласа Роксолана Андріївна — Голова Комітету
- Крулько Іван Іванович — Перший заступник голови Комітету
- Гевко Володимир Леонідович — Заступник голови Комітету
- Копанчук Олена Євгенівна — Заступник голови Комітету
- Лопушанський Андрій Ярославович — Заступник голови Комітету
- Цабаль Володимир Володимирович — Секретар Комітету
- Кузбит Юрій Михайлович — Голова підкомітету з питань бюджетної політики та удосконалення положень Бюджетного кодексу України
- Лунченко Валерій Валерійович — Голова підкомітету з питань доходів і фінансування державного бюджету та державного боргу
- Забуранна Леся Валентинівна — Голова підкомітету з питань видатків державного бюджету
- Пуртова Анна Анатоліївна — Голова підкомітету з питань державних інвестиційних проєктів
- Саламаха Орест Ігорович — Голова підкомітету з питань місцевих бюджетів та бюджетної підтримки регіонального розвитку
- Молоток Ігор Федорович — Голова підкомітету з питань державного фінансового контролю та діяльності Рахункової палати
- Шпак Любов Олександрівна — Голова підкомітету з питань оцінки законопроєктів щодо впливу на показники бюджету та відповідності бюджетному законодавству
- Герман Денис Вадимович — Голова підкомітету з питань сучасних інформаційних технологій та інновацій у бюджетному процесі
- Тістик Ростислав Ярославович — Голова підкомітету з питань європейської інтеграції

Члени:
- Бакунець Павло Андрійович
- Батенко Тарас Іванович
- Борт Віталій Петрович
- Василенко Леся Володимирівна
- Гнатенко Валерій Сергійович
- Гончаренко Олексій Олексійович
- Драбовський Анатолій Григорович
- Дунаєв Сергій Володимирович
- Задорожній Микола Миколайович
- Заремський Максим Валентинович
- Каптєлов Роман Володимирович
- Качний Олександр Сталіноленович
- Кіссе Антон Іванович
- Кунаєв Артем Юрійович
- Лаба Михайло Михайлович
- Люшняк Микола Володимирович
- Пасічний Олександр Станіславович
- Поляк Владіслав Миколайович
- Пузійчук Андрій Вікторович
- Северин Сергій Сергійович
- Урбанський Анатолій Ігорович
- Фролов Павло Валерійович[7].